# کومسومولسکی (شهرستان داولکانوفسکی، باشقیرستان)
کومسومولسکی (انگلیسی: Komsomolsky, Davlekanovsky District, Republic of Bashkortostan) یک شهرک در شهرستان داولکانوفسکی در استان باشقیرستان کشور روسیه است.